# Opération Épervier (Tchad)
Pour les articles homonymes, voir Épervier (homonymie).
Conflit tchado-libyen (dont guerre des Toyota)
L'opération Épervier au Tchad, a été déclenchée début février 1986 à l'initiative de la France après le franchissement du 16e parallèle par les forces armées libyennes venues soutenir Goukouni Oueddei qui avait été renversé fin 1981 par Hissène Habré avec le soutien de la France et des États-Unis. Elle succède à l'opération Manta qui en 1983-1984 avait été déclenchée pour les mêmes raisons (voir conflit tchado-libyen).

## Missions
Les éléments français au Tchad (EFT) de la force Épervier assurent deux missions permanentes :
- ils garantissent la protection des intérêts français et, tout particulièrement, la sécurité des ressortissants français résidant au Tchad. En 2004, l'opération Dorca est venue se greffer sur l'opération Épervier ;
- conformément à l’accord de coopération technique signé entre la France et le Tchad, ils apportent un soutien logistique (ravitaillement, carburant, transport, formation) ainsi qu’un appui de renseignement aux forces armées et de sécurité (FADS) tchadiennes.

Les éléments français au Tchad peuvent également être amenés à apporter leur soutien à des contingents internationaux. Ainsi, de mars 2008 à mars 2010, les EFT ont pleinement participé à la mission européenne EUFOR Tchad/RCA puis à la mission de l’ONU, la MINURCAT, pour contribuer au soutien de la paix entre les deux pays, assurer la protection des populations civiles et favoriser le travail des ONG dans les camps de réfugiés et de déplacés situés à l’est du Tchad et au nord-est de la RCA.
Dans le cadre d’accords bilatéraux, les contingents engagés ont bénéficié de prestations de soutien logistique (campement, habillement, eau, transports intra et extra-théâtre…) et sanitaire.
En outre, sur une base volontaire, les EFT apportent une aide médicale à la population et réalisent des actions civilo-militaires, essentiellement dans les domaines de l’éducation et de la santé.

## Intervention sur d'autres théâtres d'opérations
Parallèlement à leurs missions, la force Épervier peut être amenée à appuyer les opérations françaises se déroulant dans la région.
Le 12 janvier 2013, un sous-groupement de près de 200 militaires appartenant au groupement terre de la force Épervier a été projeté par Hercule C-130 et Transall de N’Djaména vers Bamako, lors de l’opération Serval au Mali.
Le 6 décembre 2013, la force Épervier a mis à disposition un C130 Hercules, un CN 235 CASA et leurs équipages, pour assurer un pont aérien entre Libreville, au Gabon, et Bangui, en Centrafrique, dans le cadre du renforcement de la force Sangaris.
Le 20 février 2014, conformément à la décision du président de la République de renforcer l'opération Sangaris, une partie du groupement terre de la force Épervier a entamé son déploiement depuis N’Djaména vers la République centrafricaine.

## Dispositif
Le dispositif Épervier compte, fin 2013, près de 950 militaires, commandés par le colonel Paul Peugnet depuis le 1er août 2013.
Le dispositif français au Tchad est adossé à deux bases principales : la plus importante est la base aérienne 172 sergent-chef Adji Kosseï à N’Djamena, au nord-ouest de l’aéroport, et la seconde est le camp capitaine Michel Croci à Abéché, dans l’Est du pays. Un détachement est également stationné à Faya, au nord du Tchad.
Il comprend :
- un état-major interarmées ;
- un groupement Terre : environ 350 militaires et 70 véhicules (14 véhicules blindés légers ERC-90 Sagaie, 23 véhicules de l’avant blindés et divers véhicules légers) répartis entre une compagnie motorisée et un escadron blindé à N’Djaména et une unité élémentaire de protection terrestre à Abéché ;
- un groupement Air : environ 150 militaires et 12 aéronefs stationnés sur la base de N’Djaména et assurant des missions de chasse et de reconnaissance (2 Rafale, 3 Mirage 2000D), de transport tactique (1 Transall C160, 1 Hercules C130 et 4 Puma SA 330) et de ravitaillement en vol (1 C135 FR) ;
- une base de soutien à vocation interarmées (BSVIA) assurant le support opérationnel, technique et personnel des unités stationnées sur les différents sites ; elle dispose notamment d’un groupement Santé de près de 40 militaires.

### L'armée de l'air dans l'opération
Le premier détachement d'intervention et de protection de la base « Sergent-chef Adji Kosseï » a été mis en place le 14 février 1986. Il était composé de 101 fusiliers commandos parachutistes de l'air du Groupement des fusiliers commandos de l'air GFCA de Nîmes, placé sous les ordres du capitaine Xavier Masson-Regnault.
Le colonel Hector Pissochet de la Force aérienne tactique (FATAC) ayant commandé la base aérienne de Colmar est désigné pour assurer le commandement de l'opération. Le détachement de la Légion étrangère est installé au camp Dubut proche de la base aérienne. Plusieurs appareils de combat avec tout leur soutien technico-logistique, viennent armer le dispositif. La défense aérienne de la base et de l'aéroport de N'Djaména est assurée par des éléments des Escadrons de défense aérienne (EDSA) de l'armée de l'air.
Les opérations aériennes comprennent notamment un raid sur la base aérienne libyenne d'Ouadi-Doum le 16 février 1986 depuis Bangui (Centrafrique) et un autre contre les installations anti-aériennes de cette même base le 7 janvier 1987.
Depuis l'opération Épervier se poursuit avec des formats différents en fonction de la situation politique du Tchad.

### L'armée de terre dans l'opération
Le dispositif de mise en place de détachement d’assistance militaire d’instruction (DAMI) au Tchad permettant de maintenir une sécurité conforme aux accords signés entre la France et le Tchad.
Ce sont des hommes du DAO du 2e Rima arrivée le 6 février 1986 pour repartir le 4 juin 1986. Leur mission former les FANT (Force armée nationale tchadienne) au centre d'instruction de Koundoul. Ce détachement de 40 hommes a pris une part active à la mise sur pied d'unités opérationnelles tchadiennes. Ils ont reçu un témoignage de satisfaction pour leur travail par le Colonel D. Monti, attaché des Forces armées près l'ambassade de France au Tchad, chef de la mission d'assistance militaire.
Des éléments du 21e régiment d'infanterie de marine furent parmi les premiers déployés au Tchad. En septembre 1987, la destruction de la base de Maaten es-Sara, lors d’un rezzous tchadien provoque la riposte des forces libyennes qui tentent de bombarder les aérodromes de N’Djaména et Abéché grâce à deux avions Tupolev Tu-22 dont l’un est abattu au-dessus de N'Djaména par une batterie Hawk du 403e régiment d'artillerie à la suite d'une action coordonnée par la cellule tactique de l'armée de l'air. Le second à Abéché échappe aux batteries Crotale de l'Aviation mais doit abandonner sa mission pour ne pas être détruit par les missiles lancés contre lui. Les parachutistes du 8e RPIMa ont également participé aux diverses opérations sur Abéché et N'Djaména.

### La Légion
En 1986, les 3e et 4e compagnies du 2e REP, puis un état-major tactique à quatre compagnies, commandé par le colonel Wabinski, chef de corps, prend la relève en 1987. Les légionnaires s’installent à Kalait, Biltine et Abéché. Le détachement assure l’encadrement d’un détachement d’assistance technique à Pandzangue au sud, non loin des frontières du Cameroun et de la République centrafricaine et le poste de commandement et deux compagnies s’installent à N'Djaména. Le 8 août, les Tchadiens s’emparent d’Aouzou, repris par les Libyens, 20 jours plus tard. En juillet, la compagnie d’éclairage et d’appuis rentre à Calvi, remplacée par une autre compagnie. Le 2e REP laisse la place à d’autres unités au début de 1988.
De 1990 à 1991, les 1er 2e, 3e, 4e compagnies, et les CRAP du 2e REP, sont dirigés sur N'Djaména afin de protéger l’aérodrome et les installations militaires.

### Matériel engagé
En 2011, on comptabilise les matériels suivant engagés dans l'opération Épervier :
- 20 PVP
- 111 VLRA
- 14 ERC-90 Sagaie
- 23 VAB
- 5 Renault TRM 10000
- 54 Renault TRM 2000
- 38 Renault GBC 180
- 4 véhicules de transport logistique
- 5 lot 7 (lot de dépannage installé sur un véhicule, équipé d'une chèvre fixe à l'arrière permettant le remorquage)
- 5 VH Génie
- 16 VH Service des essences des armées
- 9 VH SIS
- 4 hélicoptères Eurocopter SA330 Puma

## Pertes globales
Avec 158 militaires français morts au cours des différentes opérations militaires dans ce pays depuis 1968 dont 93 « morts pour la France » depuis la fin des années 1960, le Tchad est, à égalité avec le Liban, au premier rang des pertes militaires françaises en opérations extérieures depuis 1963.

## Représailles
L'attentat du vol 772 UTA a fait 170 morts en 1989. Il a été organisé par la Libye, en représailles contre l'État français (comme celui du vol 103 Pan Am contre les États-Unis).

## Fin de l'opération
En 2014, il est décidé de remplacer les opérations Épervier et Serval par l’opération Barkhane, qui est officiellement lancée le 1er août en appui aux pays partenaires de la bande sahélo-saharienne, avec la mission de lutter contre les groupes jihadistes et d’empêcher la constitution de sanctuaires terroristes dont le quartier-général est établi à N’Djaména.